# Luca Dirisio
Luca Dirisio (Vasto, 18 giugno 1978) è un cantautore italiano.

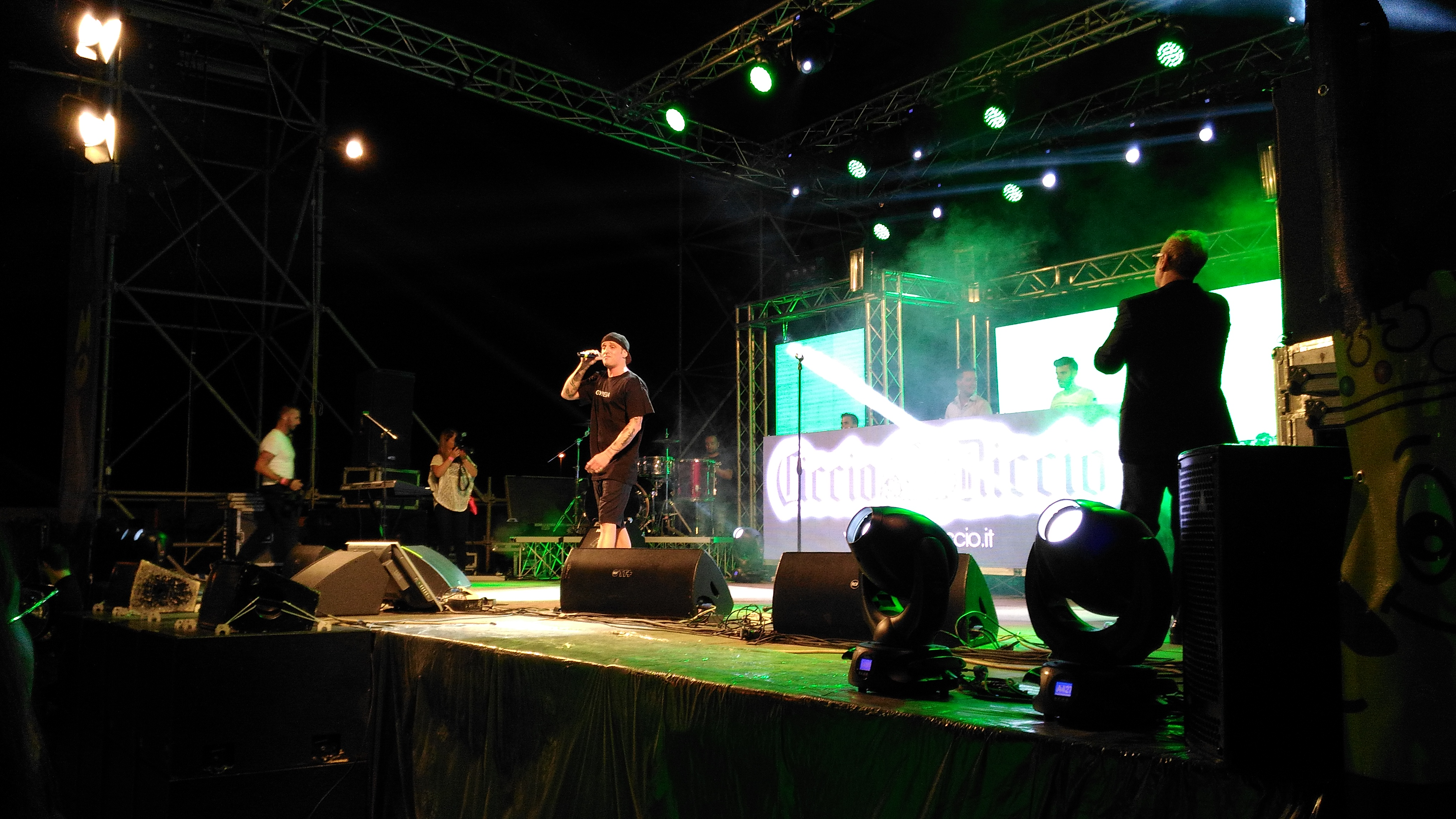
Luca Dirisio in concerto nel 2016 a Mola di Bari

Ha ottenuto notorietà grazie al suo primo singolo di successo, Calma e sangue freddo, brano tormentone dell'estate 2004 che lo ha portato a vincere il premio Artista rivelazione dell'anno alla quarantunesima edizione del Festivalbar.

## Biografia
Nato a Vasto, si avvicina per la prima volta al mondo della musica a 14 anni quando inizia a suonare la chitarra. Successivamente inizia a scrivere ed incidere pezzi propri e a prendere lezioni di canto. Dopo anni di gavetta live arriva a vincere il Summer Live Festival nel 2003.
Conosciuto il produttore discografico Giuliano Boursier, Dirisio pubblica il singolo Calma e sangue freddo, brano vincitore del premio Artista rivelazione dell'anno al Festivalbar 2004. Segue, in autunno dello stesso anno, l'album di debutto Luca Dirisio, dal quale vengono estratti, oltre a Calma e sangue freddo, i singoli Il mio amico vende il tè, Usami e Per sempre. L'album viene pubblicato anche in Spagna.
Nel 2005 prende parte al Festival di Sanremo in qualità di ospite durante la serata dei duetti con Paolo Meneguzzi nel brano Non capiva che l'amavo. Nel 2006 partecipa al Festival di Sanremo nella categoria Uomini con il brano Sparirò, di cui è anche autore, venendo eliminato al termine della terza serata.
Il 28 febbraio 2006 esce il suo secondo album La vita è strana, pubblicato anche in edizione DualDisc. Dall'album in seguito vengono estratti come singoli i brani La ricetta del campione, Se provi a volare (versione italiana della canzone Breaking Free, colonna sonora di High School Musical) e L'isola degli sfigati, nel cui video Dirisio prende in giro il reality show L'isola dei famosi, mettendo in evidenza che nella vita reale come nel programma televisivo tutti sono uguali.
Il 9 maggio 2008 viene pubblicato il singolo Magica, singolo apripista del suo terzo album 300 all'ora, pubblicato il 30 maggio dello stesso anno. Fragole, ciliegie e miele era il secondo ed ultimo singolo ad essere estratto dall'album. Con 300 all'ora termina il contratto fra l'artista e la Sony BMG.
Nel 2009 Dirisio cambia management e si affida agli avvocati esperti in materia artistica Nico Regina e Milena Panaro, scegliendo con loro il sound brit a tornare sulla scena musicale italiana. Come primo singolo è stato lanciato a fine luglio 2010 il brano Nell'assenzio, mentre a dicembre dello stesso anno è uscito il secondo singolo La pazienza. Entrambi i singoli, pubblicati sotto l'etichetta Ultrasuoni, sono stati scritti dallo stesso Dirisio ed arrangiati dal noto produttore svedese Martin Terefe.
Nel febbraio 2011 il cantautore abruzzese prende parte, in veste di naufrago, all'ottava edizione de L'isola dei famosi, reality show condotto da Simona Ventura su Rai 2, venendo eliminato nel corso della terza puntata con il 68% dei voti.
Il quarto album in studio del cantante Compis viene pubblicato il 27 giugno 2011 su etichetta Compis Factory e prodotto da Martin Terefe. Come terzo singolo dall'album viene estratto il pezzo La musica è in coma.
Nel luglio 2012 pubblica il singolo Dentro un'altra estate con Universal, mentre nel novembre dello stesso anno la boy band italiana Fourone incide come singolo di debutto una canzone scritta da Dirisio dal titolo Oggi ho conosciuto te. Il 21 dicembre 2012 segue la pubblicazione in free download del singolo Non esistono, un pezzo contenente temi di denuncia verso chi basa i valori della propria vita soltanto sui soldi ed il potere.
Nel febbraio 2016 Dirisio annuncia di aver firmato un contratto con l'agenzia Rock Concerti con la quale è stato organizzato un tour europeo iniziato il 14 maggio con la prima tappa a Cagliari. Il 17 giugno è uscito il singolo Come neve, dopo quattro anni di pausa.
Un anno dopo, il 21 aprile 2017, è uscito il nuovo singolo Mentre te ne vai,  brano che tratta il tema del femminicidio.
Il 29 marzo 2019, in tutte le radio e su tutte le piattaforme digitali, viene pubblicato il suo nuovo singolo "La mia gente", dedicato ai suoi conterranei d'Abruzzo, a distanza di due anni esatti dalla pubblicazione dell'ultimo brano. "La mia gente" anticipa il quinto album in studio del cantautore vastese in uscita il 25 ottobre 2019, ma, soprattutto, sancisce il ritorno del suo sodalizio artistico con l'arrangiatore dei suoi primi successi, Giuliano Boursier.
Il 30 agosto 2019 viene pubblicato il secondo singolo del quinto progetto intitolato Come il mare a settembre.
Il 25 ottobre 2019 viene pubblicato Bouganville, il quinto album in studio dopo otto anni, contenente otto brani inediti, oltre ai due singoli La mia gente e Come il mare a settembre.

## Discografia

### Album in studio
- 2004 – Luca Dirisio
- 2006 – La vita è strana
- 2008 – 300 all'ora
- 2011 – Compis
- 2019 – Bouganville

### Singoli
- 2004 – Calma e sangue freddo
- 2004 – Il mio amico vende il tè
- 2005 – Usami
- 2005 – Per sempre
- 2006 – Sparirò
- 2006 – La ricetta del campione
- 2006 – Se provi a volare
- 2007 – L'isola degli sfigati
- 2008 – Magica
- 2008 – Fragole, ciliegie e miele
- 2010 – Nell'assenzio
- 2010 – La pazienza
- 2011 – La musica è in coma
- 2012 – Dentro un'altra estate
- 2012 – Non esistono
- 2016 – Come neve
- 2017 – Mentre te ne vai
- 2019 – La mia gente
- 2019 – Come il mare a settembre
- 2020 – Occhi negli occhi

## Videografia

### Video musicali
| Anno | Titolo                   | Regista/i        |
| ---- | ------------------------ | ---------------- |
| 2004 | Calma e sangue freddo    | Gaetano Morbioli |
| 2004 | Il mio amico vende il tè | Gaetano Morbioli |
| 2005 | Usami                    | Gaetano Morbioli |
| 2006 | Sparirò                  | Gaetano Morbioli |
| 2006 | La ricetta del campione  | Gaetano Morbioli |
| 2006 | Se provi a volare        | Kal Karman       |
| 2007 | L'isola degli sfigati    | Gaetano Morbioli |
| 2008 | Magica                   | Stefano Bertelli |
| 2010 | Nell'assenzio            | Gaetano Morbioli |
| 2012 | Dentro un'altra estate   | Luca Tartaglia   |
| 2012 | Non esistono             | Luca Tartaglia   |
| 2016 | Come neve                | Alfonso Alfieri  |
| 2017 | Mentre te ne vai         | Luca Tartaglia   |
| 2019 | La mia gente             | Claudio Zagarini |
| 2019 | Come il mare a settembre | Claudio Zagarini |
| 2020 | Occhi negli occhi        | Joshua Ray       |